# Segundos catastróficos
Segundos catastróficos (en inglés: Seconds from Disaster) es un programa de televisión documental producido por Estados Unidos y Reino Unido donde se recrean desastres naturales y antropogénicos históricamente relevantes de la época reciente. En cada episodio se representa un incidente, realizando un recuento cronológico de las causas y circunstancias que en última instancia provocaron el desastre.  El programa utiliza recreaciones que combinan escenas actuadas de imagen real con animaciones computarizadas, entrevistas, testimonios y material de archivo para analizar la secuencia de eventos para la audiencia, haciendo énfasis en el orden cronológico de los acontecimientos.
Seconds from Disaster fue emitido por primera vez en National Geographic Channel en 2004 y originalmente constaba de 45 episodios distribuidos en tres temporadas. Después de su conclusión original en 2007, el programa estuvo suspendido cuatro años. Durante la pausa, se estrenó la serie derivada  Critical Situation. En 2011, National Geographic renovó la serie y transmitió otros 22 episodios en tres temporadas hasta el año siguiente. Los narradores del programa son Ashton Smith (narrador estadounidense para las temporadas 1 a 3), Richard Vaughan (narrador británico para cada temporada excepto la tercera) y Peter Guinness (narrador británico para la tercera temporada).
La séptima temporada de tan solo dos episodios se estrenó el 15 de febrero de 2018 con el primer episodio titulado «Chopper Down» y el último episodio se emitió el 22 de febrero de 2018 con el título «Deadly Design». Esta temporada es un compilado de desastres de la temporada anterior.

## Formato
Segundos catastróficos se caracteriza por el énfasis en la secuencia cronológica de los hechos (de ahí el nombre del programa) y el uso de gráficos computarizados, ya sea para la animación del desastre o como esquemas donde se explican los detalles del desastre. En el programa hay pocos diálogos en las recreaciones, casi todo es explicado totalmente por el narrador.
En cada episodio se empieza, con eventos que se desenvolvieron en el desastre, otros con la cronología previa, para, posteriormente, la recreación del desastre, donde en los momentos notables se muestra la hora estampada en pantalla hasta llegar al momento en donde se desencadena el desastre. En las escenas hay una combinación de escenas actuadas, vídeos de archivo, animaciones y entrevistas a las personas relacionadas con los hechos y a expertos en la materia.
Después de la secuencia de los acontecimientos, viene la recreación de la investigación o, en algunos episodios, el análisis con base en archivos históricos, dependiendo de la época del desastre. En esta se explican los diversos factores que influyeron en el resultado final.
Luego de terminado el análisis, se vuelve al principio de la recreación, donde el cronómetro pasa a ser una cuenta regresiva, donde se explica como se está desencadenando el desastre. En algunas ocasiones se explica lo sucedido después de desencadenado el desastre. El programa finaliza con imágenes de las consecuencias del desastre y se explican las medidas tomadas para evitar que vuelva a ocurrir un suceso similar, complementado con los relatos de las personas implicadas.

## Episodios
| Temporada | Temporada | Episodios | Episodios | Emisión original        | Emisión original      |
| Temporada | Temporada | Episodios | Episodios | Primera emisión         | Última emisión        |
| --------- | --------- | --------- | --------- | ----------------------- | --------------------- |
|           | 1         | 13        | 13        | 6 de julio de 2004      | 26 de octubre de 2004 |
|           | 2         | 19        | 19        | 28 de junio de 2005     | 11 de julio de 2006   |
|           | 3         | 13        | 13        | 25 de julio de 2006     | 7 de marzo de 2007    |
|           | 4         | 6         | 6         | 5 de septiembre de 2011 | 10 de octubre de 2011 |
|           | 5         | 6         | 6         | 11 de marzo de 2012     | 22 de abril de 2012   |
|           | 6         | 10        | 10        | 22 de julio de 2012     | 7 de enero de 2013    |
|           | 7         | 2         | 2         | 15 de febrero de 2018   | 22 de febrero de 2018 |